# Bombardeio do centro comercial de Kiev
O bombardeio do centro comercial Retroville em Kiev ocorreu em 20 de março de 2022, no shopping Retroville, localizado em Kiev, na Ucrânia. O shopping em questão foi bombardeado pela Rússia. Pelo menos oito pessoas morreram.

## Antecedentes
As Forças Armadas russas invadiram a Ucrânia em 24 de fevereiro de 2022, incluindo uma ofensiva em Kiev, entrando pela Bielorrússia. Uma batalha na cidade começou no dia seguinte. O shopping Retroville media 120,334 m3 (4,249,600 cu ft) de tamanho, tinha área de 86,000 m2 (930,000 sq ft) e abrigou mais de 250 lojas. O shopping foi concluído em maio de 2020. É gerido pela BT Invest, uma empresa de investimento lituana . 

## Bombardeio
Durante a noite de 20 de março de 2022, as Forças Armadas russas bombardearam Retroville, na capital ucraniana, Kiev. Os serviços de emergência ucranianos receberam relatos de um incêndio no centro comercial às 22h48.
O shopping foi em grande parte destruído, assim como os carros próximos, o clube desportivo Sport Life e um centro de negócios. O prefeito de Kiev, Vitali Klitschko, anunciou que prédios próximos foram seriamente danificados e pelo menos oito pessoas foram mortas. A sede da empresa da rede de supermercados Novus, localizada no centro empresarial, foi "quase completamente destruída" O seu supermercado principal, localizado no centro comercial, também foi afetado, os tetos desabaram e outros danos estruturais.

### Alvos
O Ministério da Defesa russo disse que lançou o ataque porque o shopping foi usado como cobertura para armazenar e recarregar munições, incluindo os lançadores múltiplos de foguetes BM-21 Grad, pelas Forças Armadas da Ucrânia. No dia seguinte ao ataque, as autoridades ucranianas detiveram um homem que, segundo elas, compartilhou imagens 
mostrando veículos militares ucranianos estacionados perto do shopping no TikTok no final de fevereiro, e alertaram os ucranianos para não publicarem informações sobre movimentos militares ucranianos.